# Ес-Самава (округа)
Ес-Самава — округа мухафази Мутанна, Ірак.
| Ірак | Це незавершена стаття з географії Іраку. Ви можете допомогти проєкту, виправивши або дописавши її. |